# Thomas Schiller
Thomas Schiller (* 12. Juli 1963 in Dortmund) ist ein deutscher Journalist. Er leitet seit August 2017 die Kommunikation der Diakonie Deutschland in Berlin. Zuvor war er seit 1999 Chefredakteur des Evangelischen Pressedienstes (epd) in der epd-Zentralredaktion in Frankfurt am Main und ab 2011 zugleich im epd-Landesdienst Ost in Berlin. Außerdem verantwortete er als Publizistischer Vorstand von 2008 bis 2017 die Evangelische Journalistenschule (EJS) Berlin.

## Leben
Nach dem Studium der Journalistik und Geschichte an der Universität Dortmund ging Schiller 1990 zur Deutschen Presse-Agentur (dpa) und arbeitete in Erfurt, München und Paris. Neben seiner journalistischen Tätigkeit promovierte er 1996 über NS-Propaganda für Fremdarbeiter im Zweiten Weltkrieg. 1999 trat er ins Gemeinschaftswerk der Evangelischen Publizistik ein, zu dem die epd-Zentralredaktion, die Evangelische Journalistenschule und das evangelische Magazin „chrismon“ gehören.
Schiller ist Mitglied im Beirat der Blätter für Wohlfahrtspflege und war von 2006 bis 2023 im Beirat der Evangelischen Akademie zu Berlin. Von 2014 bis 2017 gehörte er dem Deutschen Presserat an, von 2005 bis 2011 der Präsidialversammlung des Deutschen Evangelischen Kirchentags.

## Schriften
Bücher
- NS-Propaganda für den „Arbeitseinsatz“: Lagerzeitungen für Fremdarbeiter im Zweiten Weltkrieg, Münster (LIT-Verlag) 1997
- Aufstand der Friedfertigen. epd-Korrespondenten blicken zurück auf den Herbst 1989, epd-Texte 22, Frankfurt a. M. 1999 (Mitherausgeber)
- Journalismus in Theorie und Praxis. Beiträge zur universitären Journalistenausbildung. Festschrift für Kurt Koszyk, Konstanz (UVK) 1999 (Mitherausgeber)
- Mit Kerzen haben sie nicht gerechnet. Das Ende der DDR – von der Friedlichen Revolution zur deutschen Einheit, Leipzig (Evangelische Verlagsanstalt) 2015 (Mitherausgeber)

Beiträge (Auswahl)
- Wir sind die Guten. Zum Spannungsfeld von sozialem Engagement und kritischer Öffentlichkeit. epd-Dokumentation 3/2015
- Evangelische Kirche und Medien. In: Klöcker/Tworuschka (Hg:) Handbuch der Religionen. 45. Erg.-Lieferung 2015